# Walter Bryan Emery
Walter Bryan Emery  (2 de julio de 1902 – 11 de marzo de 1971) fue un egiptólogo británico nacido en Liverpool, Inglaterra. Antes de iniciar su carrera en egiptología, estudio ingeniería naval, donde se convirtió en un excelente dibujante, lo que se reflejó en los dibujos de líneas brillantemente ejecutados que impregnaron sus obras más tarde publicadas de egiptología. Con la excepción de seis años en el ejército británico durante la Segunda Guerra Mundial, seguido por cuatro años en el Servicio Diplomático de El Cairo, Egipto, toda su vida estuvo dedicada a la excavación de sitios arqueológicos a lo largo del valle del Nilo.

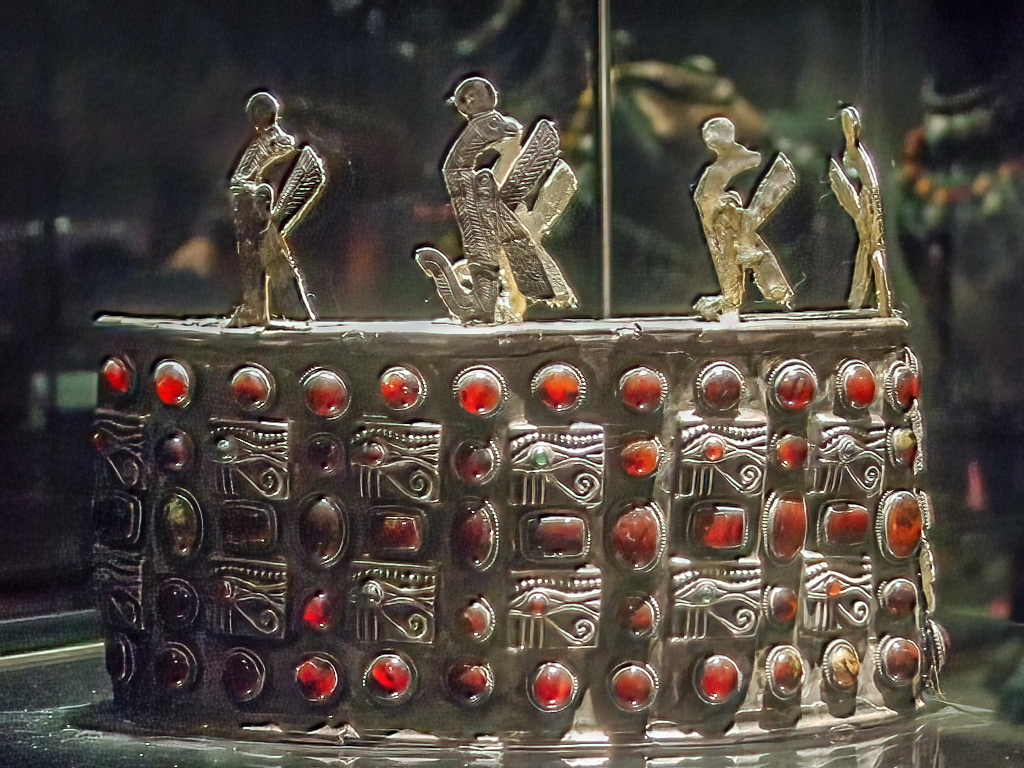
Corona de un rey Nubio que gobernó entre el final de la dinastía Meroitica, entre 350 a 400 a. C., y la fundación del reino cristiano de Nubia, hacia el año 600. Fue encontrada por Emery en la Tumba 118 de Ballana, en la Baja Nubia.

Después de una formación previa en el Instituto de Arqueología de Liverpool, viajó a Egipto por primera vez como asistente personal de la expedición de la Egypt Exploration Society en 1923. Allí ayudó en la excavación de Amarna (la antigua ciudad del Egipto Medio fundada por el faraón Ajenaton).
En 1924, fue director de campo de las excavaciones de Sir Robert Mond en Tebas para la Universidad de Liverpool. Hizo algunas restauraciones y operaciones de protección en una veintena de tumbas en Sheikh Abd el-Gurnah. Entre 1924 y 1928, continuando como Director de la Expedición de Mond, trabajó en excavaciones en Nubia, Lúxor y Tebas.
En 1929 fue nombrado director de campo del Archaeological Survey of Nubia bajo los auspicios del Servicio de Antigüedades del Gobierno Egipcio, con autoridad para explorar y excavar todos los sitios antiguos de Nubia, que pronto iban a ser inundados tras la construcción de la presa de Asuán. Trabajó en Quban, Ballana y Qustul, y excavó el misterioso grupo X de tumbas que datan de los siglos III a VI d. C. Fue asistido en su trabajo por su mujer, Molly. Tras la conclusión de las excavaciones de la fortaleza de Buhen acabó su trabajo en Nubia.
Luego se convirtió en director del trabajo de campo en Luxor y Armant. De los años 1935 a 1939 fue director del Servicio Arqueológico de Nubia. Durante estos años como director, Emery también investigó en Saqqara varias tumbas de las primeras dinastías. En Saqqara hizo el importante descubrimiento de un "zoológico" de restos de animales momificados.
Tras los años de interrupción por la guerra y su servicio como diplomático, Emery trabajó en Sudán (Buhen, Qasr Ibrim). En 1964, regresó una vez más a Saqqara, donde descubrió el "recinto de los animales sagrados". En 1970 se anunció el descubrimiento de un "mausoleo de la vaca sagrada", uno de los hallazgos más importantes en los anales de la egiptología.
Emery obtiene la Cátedra de Egiptología en el University College London en 1951, y fue profesor de Egiptología en Londres 1951-1970
Emery obtiene la Cátedra de Egiptología en el University College de Londres en 1951, siendo profesor de egiptología en Londres de 1951 a 1970. Fue elegido miembro de la Academia Británica en 1959. Sus principales publicaciones son Great tombs of the 1st dynasty, (Grandes tumbas de la primera dinastía, en tres volúmenes), en 1949-58; Archaic Egypt (Egipto Arcaico), en 1961, y Egypt in Nubia (Egipto en Nubia), en 1965.
Emery murió el 11 de marzo de 1971.